# Diámetro a la altura del pecho

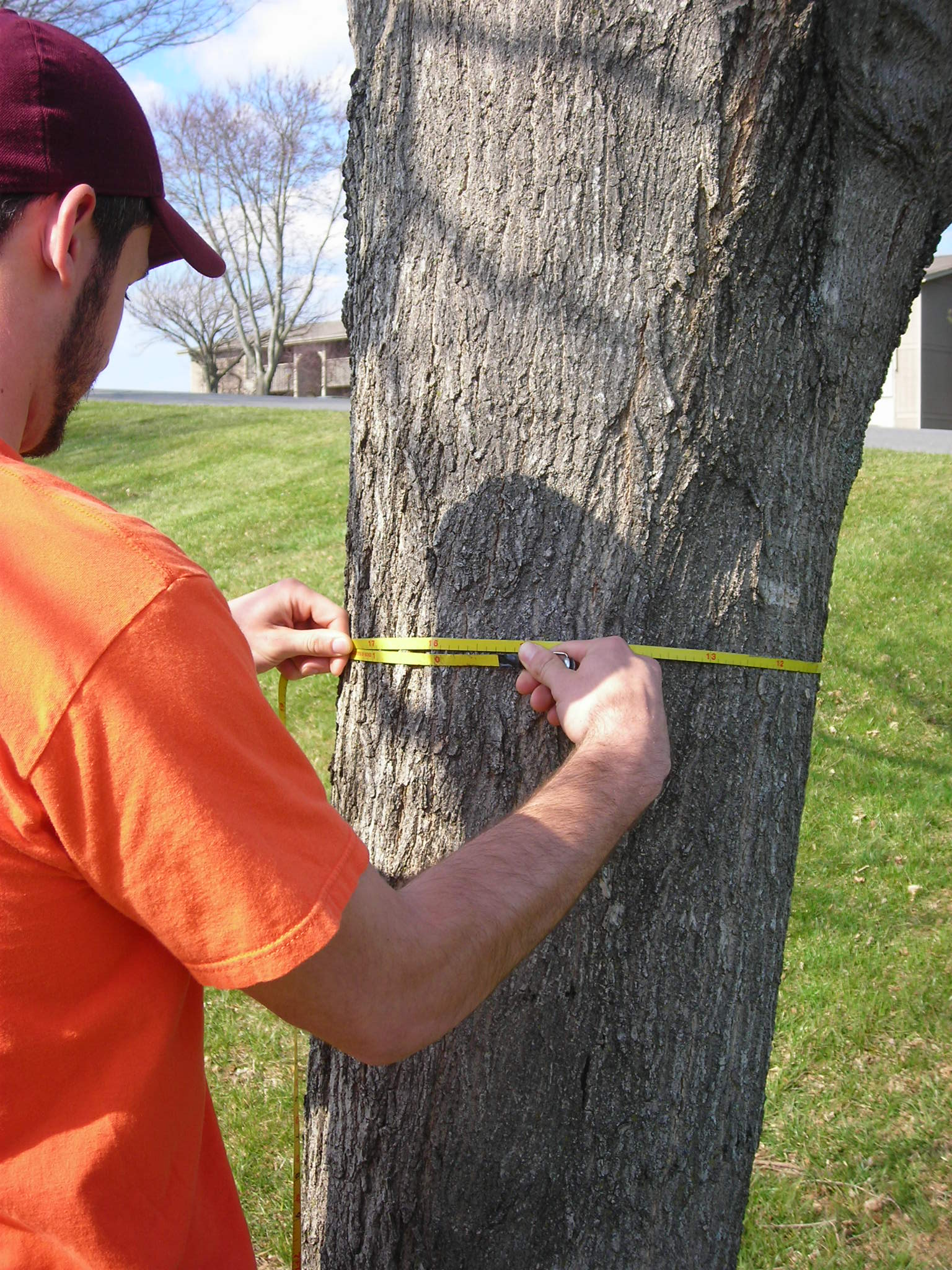
Medida del diámetro del árbol a la altura del pecho, asegurándose de que la cinta esté perfectamente nivelada y que la cinta no esté torcida, para no desviar la lectura del diámetro.

El diámetro a la altura de pecho (abreviado DAP, o DBH por sus siglas en inglés, diameter at breast height) es un método estándar de expresar el diámetro del tronco de un árbol. El DAP es una de las medidas dendrométricas más comunes.

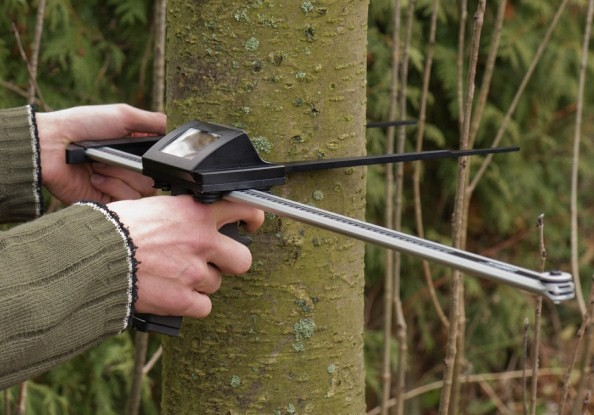
El calibrador electrónico puede medir el DAP y enviar datos medidos en línea a través de Bluetooth a una computadora de campo.

Los troncos de los árboles se miden a la altura del pecho de un adulto, que se define de manera diferente en diferentes países y situaciones. En muchos países, el DAP se mide a ~1.3 m del suelo.

## Variantes globales y precisión científica
La altura puede marcar una diferencia sustancial en el diámetro medido.
En los Estados Unidos, el DAP se mide típicamente a 4.5 pies (1.4 m) sobre el suelo. En algunos países, como Australia, Nueva Zelanda, Mianmar, India, Malasia y Sudáfrica, el diámetro de la altura del pecho se ha medido históricamente a una altura de 1.4 m, pero debido a una gran cantidad de investigaciones activas sobre alometría que se están aplicando a árboles y bosques, la convención de 1.3 m (4.3 pies) es más apropiada. Los árboles ornamentales generalmente se miden a 1.5 metros sobre el suelo.
Algunos autores han argumentado que el DAP debería abolirse porque las alturas a las que se mide el diámetro son excesivamente variables e imprecisas, y las mediciones imprecisas podrían influir fuertemente en cálculos forestales como la biomasa. Las alternativas propuestas han incluido Dx, donde la x denota la altura exacta sobre el piso (y a lo largo del eje) a la que se mide el diámetro. Por ejemplo, D130 sería un diámetro medido a 130 cm sobre el piso y a lo largo del tallo.
En terrenos inclinados, el punto de referencia «por encima del suelo» se suele tomar como el punto más alto del suelo que toca el tronco, pero algunos usan el promedio entre los puntos más altos y más bajos del suelo. Si el árbol posee un bulto o protuberancia a la altura de pecho, se acostumbra medir la circunferencia justo por debajo del bulto. Otros posibles escenarios ambiguos y cómo resolverlos se describen en Dahdouh-Guebas & Koedam (2006).

## Metodología

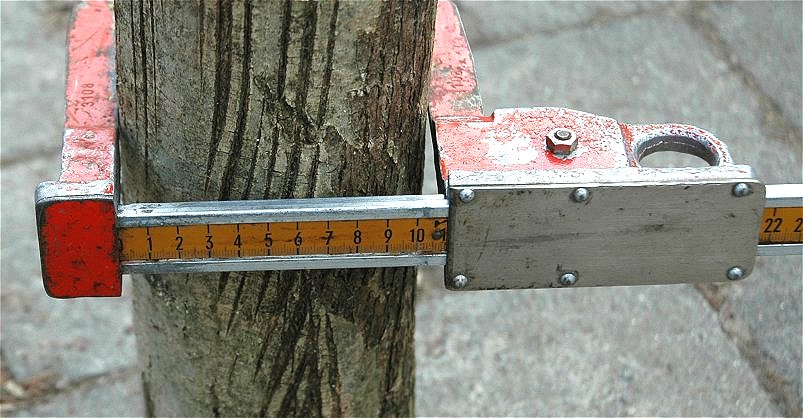
Una forcípula.

Los dos instrumentos más comunes que se utilizan para medir el DAP son la cinta de circunferencia (o de diámetro) y el calibre.
Una cinta de circunferencia en realidad mide la circunferencia (circunferencia) del árbol; la cinta de circunferencia está calibrada en divisiones de π (3,14159... cm). La medida asume que el tronco tiene una sección transversal circular y da una lectura directamente convertida del diámetro. Es precisa para la mayoría de los árboles de plantación.
Los calibradores constan de dos brazos paralelos, uno de los cuales es fijo y el otro puede deslizarse a lo largo de una escala. Los calibradores se sostienen en ángulo recto con el tronco con los brazos a cada lado del tronco. La precisión se puede mejorar en vástagos no circulares promediando dos medidas de calibre tomadas en ángulo recto. También se encuentran disponibles calibradores electrónicos que permiten tomar y almacenar mediciones de alta precisión para su posterior análisis.
El DAP se utiliza para estimar la cantidad de volumen de madera en un solo árbol o grupo de árboles utilizando la correlación alométrica entre el diámetro del tallo, la altura del árbol y el volumen de madera. También se puede utilizar en la estimación de la edad de los árboles veteranos, dado que el incremento de diámetro es «la única característica constante no reversible del crecimiento de los árboles».